# Masters of War
«Masters of War» (en español, "Señores de la guerra") es una canción compuesta por el cantante estadounidense Bob Dylan. Fue incluida en el álbum The Freewheelin' Bob Dylan, editado el 27 de mayo de 1963.
La canción es una adaptación de la canción folk tradicional estadounidense Nottamun Town, con la melodía y el arreglo de la cantante Jean Ritchie, con nuevas letras de Dylan. Como el arreglo de la canción era desconocido para Dylan hasta que encontró el de Ritchie, ésta quería que se incluyera su nombre en los créditos del álbum. Sin embargo, los abogados de Dylan le pagaron 5000 $ (dólares) para saldar futuras posibles reclamaciones.
Hay una versión eléctrica en directo en el álbum Real Live del año 1984, grabada en su gira del mismo año. Más tarde, en el concierto de Hiroshima en 1994, volvió a tocar el tema original (en acústico), cosa que no hacía desde 1963. También la tocó en Oshkosh, Wisconsin, EE. UU., en la noche de la elección del Presidente en 2004.

## Dylan sobre la canción
El 10 de septiembre de 2001, un día antes de los atentados terroristas del 11-S, Dylan hablaba de la canción para el periódico estadounidense USA Today. En él decía (traducido), sobre la canción: "se supone que es una canción pacifista contra la guerra. No es una canción contra la guerra. Es una canción en contra de lo que Eisenhower llamaba "Complejo industrial-militar" en su etapa final como Presidente. Ése ambiente estaba ahí, y yo lo capté".

## Versiones
- Ben Harper cantó esta canción en su tour de 2007, junto a Tom Morello.

- Pearl Jam cantó la canción en su concierto de Boston el 24 de mayo de 2006, el día de cumpleaños de Bob Dylan. La han versionado en más ocasiones, como el 30 de septiembre de 2004 en el Late Show with David Letterman y en el Benaroya Hall en 2003. También grabaron la canción para el concierto de celebración de los 30 años de la carrera de Dylan (The 30th Anniversary Concert Celebration) en Nueva York en 1993.

- Roger Meddows-Taylor de Queen, en su álbum en solitario de 1984 Strange Frontier.

- Martin Simpson en su álbum de 1983 Grinning in your Face.

- D.O.A., la veterana banda canadiense de punk, en su álbum de 2004 Live Free or Die.

- Ratdog, en directo en el The Orange Peel en Ashville, Carolina del Norte, en 2005, y en un concierto en el Chastain Amphitheatre en Atlanta, Georgia en 2007.

- El cantante Matt Embree de Rx Bandits versioneó la canción en Sounds of Animals Fighting show. Un vídeo puede verse en su página web.

- The Roots tocó Masters of War en el concierto benéfico "The Music of Bob Dylan, a Benefit for Music for Youth" del 9 de noviembre de 2006 en el Lincoln Center's Avery Fisher Hall. También en el Coachella Music Festival de 2007, el Bonnaroo Music Festival de 2007, y en la mayoría de sus conciertos de su Game Theory tour ese año, incluyendo el Virginia Tech,[3] el Nokia Theatre Times Square[4] y el Swarthmore College.[5]

- Broadside Electric hizo una versión de la canción en el concierto "Bob Dylan live performance retrospective" del 17 de septiembre de 1998 en The Living Room de Nueva York. También fue grabada posteriormente para su álbum de 1999 With Teeth.

- Justin Sullivan & Friends en su álbum en directo de 2003 Tales of the Road y la han tocado en directo regularmente durante los últimos años.

- Mark Arm versioneó la canción en su single "Freewheelin' Mark Arm" de 1990.

- Odetta en su álbum de 1965 Odetta Sings Dylan.

- Mountain con Ozzy Osbourne en su álbum de versiones de Dylan publicado en 2007.

- The Flying Pickets en su álbum de 1984 Lost Boys.

- Leon Russell, en cuya versión canta el primer verso al estilo de "The Star Spangled Banner." Es una canción extra de su álbum homónimo Leon Russell.

- Bill Frisell en su álbum Further East/Further West.

- Cher, en su álbum de 1969 Backstage.
- Ed Sheeran, en ONE (vídeo: http://www.youtube.com/watch?v=aHMlAYeFeYw)